# Kurzia compacta
Kurzia compacta là một loài Rêu trong họ Lepidoziaceae. Loài này được (Stephani) Grolle mô tả khoa học đầu tiên năm 1963.